# Okresní soud v Teplicích
Okresní soud v Teplicích je okresní soud se sídlem v Teplicích, jehož odvolacím soudem je Krajský soud v Ústí nad Labem. Soud se nachází v historické budově s bezbariérovým přístupem na ulici U Soudu. Rozhoduje jako soud prvního stupně ve všech trestních a civilních věcech, ledaže jde o specializovanou agendu (nejzávažnější trestné činy, insolvenční řízení, spory ve věcech obchodních korporací, hospodářské soutěže, duševního vlastnictví apod.), která je svěřena krajskému soudu.
Za budovou soudu se v jeho těsné blízkosti nachází areál Vazební věznice Teplice.

## Soudní obvod
Obvod Okresního soudu v Teplicích se shoduje s okresem Teplice, patří do něj tedy území těchto obcí:
Bílina •
Bořislav •
Bystřany •
Bžany •
Dubí •
Duchcov •
Háj u Duchcova •
Hostomice •
Hrob •
Hrobčice •
Jeníkov •
Kladruby •
Kostomlaty pod Milešovkou •
Košťany •
Krupka •
Lahošť •
Ledvice •
Lukov •
Měrunice •
Mikulov •
Modlany •
Moldava •
Novosedlice •
Ohníč •
Osek •
Proboštov •
Rtyně nad Bílinou •
Srbice •
Světec •
Teplice •
Újezdeček •
Zabrušany •
Žalany •
Žim